# Вејер (Рајна-Лан-Крајс)
Вејер (њем. Weyer) општина је у њемачкој савезној држави Рајна-Палатинат. Једно је од 137 општинских средишта округа Рајн-Лан. Према процјени из 2010. у општини је живјело 475 становника. Посједује регионалну шифру (AGS) 7141138.

## Географски и демографски подаци
Вејер се налази у савезној држави Рајна-Палатинат у округу Рајн-Лан. Општина се налази на надморској висини од 280 метара. Површина општине износи 6,0 km². У самом мјесту је, према процјени из 2010. године, живјело 475 становника. Просјечна густина становништва износи 79 становника/km².